# Петерсхаузен
Петерсхаузен (нем. Petershausen) — община в Германии, в земле Бавария. 
Подчиняется административному округу Верхняя Бавария. Входит в состав района Дахау.  Население составляет 6110 человек (на 31 декабря 2010 года). Занимает площадь 32,82 км².
Коммуна подразделяется на 18 сельских округов.